# Winthrop Parkway
Der Winthrop Parkway ist ein 1909 errichteter, vom Landschaftsarchitekten Charles Eliot in Zusammenarbeit mit dem Architekturbüro der Olmsted Brothers geplanter historischer Parkway in Revere im Bundesstaat Massachusetts der Vereinigten Staaten. Der Parkway ist als Teil der Massachusetts Route 145 ausgewiesen und verbindet den Winthrop Shore Drive mit dem Revere Beach Parkway.
Die Straße wurde im Jahr 2004 als Historic District in das National Register of Historic Places eingetragen. Sie wird vom Department of Conservation and Recreation (DCR) verwaltet und ist Teil des Metropolitan Park System of Greater Boston.